# Rozel
Rozel är en ort i Pawnee County i Kansas. Vid 2010 års folkräkning hade Rozel 156 invånare.